# Плеханов, Юрий Сергеевич
Ю́рий Серге́евич Плеха́нов (20 мая 1930, Москва — 10 июля 2002) — советский партийный и государственный деятель, генерал-лейтенант, с 1983 по 1990 год начальник девятого управления КГБ СССР, с 1990 по 1991 год  начальник службы охраны КГБ СССР, обвиняемый по «делу ГКЧП».

## Биография
Родился 20 мая 1930 года в Москве.
Член КПСС с 1957 года.
В 1960 году окончил Московский государственный заочный педагогический институт, по специальности учитель истории. После находился на комсомольской и партийной работе.
С 1964 года — референт ЦК КПСС.
С 1965 года — секретарь Секретаря ЦК КПСС Юрия Андропова.
В 1967—1970 годах — старший офицер приёмной Председателя КГБ СССР.
С 12 октября 1970 по март 1983 года — начальник двенадцатого отдела КГБ СССР (этот отдел отвечал за литерные мероприятия: наружное наблюдение, прослушивание телефонов и помещений, негласный обыск, перлюстрация писем и т.д.).
В 1981 году присвоено воинское звание генерал-лейтенант.
С 24 марта 1983 года по 27 февраля 1990 года — начальник девятого управления КГБ СССР, одновременно с декабря 1987 года — член коллегии КГБ СССР. 
С февраля 1990 года по 22 августа 1991 года — начальник Службы охраны КГБ СССР, член коллегии КГБ СССР.
18—22 августа 1991 года в период Августовского путча, активно участвовал и поддерживал ГКЧП; после его поражения был арестован.
По «делу ГКЧП», содержался в следственном изоляторе Матросская тишина, был лишён звания и наград (10 июля 2002 года, в день смерти, указом Президента России Владимиром Путиным восстановлен в звании и в наградах).
В декабре 1992 года освобождён из под стражи. 23 февраля 1994 года постановлением Государственной думы, амнистирован со всеми участниками по «делу ГКЧП».
В период жизни на пенсии с 1994—2002 год в общественной и коммерческой деятельности замечен не был.
Скончался 10 июля 2002 года, похоронен на Кунцевском кладбище.